# Bataille de Queenston Heights
Guerre anglo-américaine de 1812
Batailles
Batailles de la campagne du Niagara :
- Queenston Heights
- Frenchman's Creek
- Fort George (en)
- Stoney Creek
- Beaver Dams
- Black Rock (en)
- Fort Niagara (en)
- Buffalo (en)
- Port Dover (en)
- Fort Érié (1er)
- Chippawa
- Lundy's Lane
- Fort Érié (2e) (en)
- Cook's Mills

La bataille de Queenston Heights fut une bataille de la guerre anglo-américaine de 1812 qui se déroula le 13 octobre 1812. Il s'agissait de l'affrontement le plus important en termes de troupes engagées depuis le début de cette guerre.
L'élément déclencheur de ce conflit provenait du fait que les Américains voulaient établir une tête de pont sur la rive canadienne de la rivière Niagara avant que la période hivernale n'arrive. Les Britanniques repoussèrent l'invasion américaine, bien supérieure en nombre, en ne subissant que peu de pertes même si leur commandant, Isaac Brock, fut tué par un tireur d'élite.
En dépit de leur avantage numérique théorique et de la large dispersion des troupes britanniques, les Américains, qui étaient stationnés à Lewiston, dans l'État de New York, furent incapables de disposer le gros de leur troupe sur la rive canadienne.
Cet échec fut causé par l'artillerie britannique, qui opposa une résistance efficace, et une certaine partie de la milice américaine, peu expérimentée et sous-entraînée, qui fit preuve de réticence au moment de l'assaut.
Le résultat fut que les troupes britanniques eurent suffisamment de temps pour se regrouper et enfin forcer les Américains sur la rive canadienne à se rendre.

## Situation
L'invasion américaine par la rivière Niagara faisait partie à l'origine d'une triple attaque visant les places fortes britanniques sur les frontières du Haut-Canada. Le général William Hull devait attaquer Amherstburg en Ontario en partant de Détroit, le général Henry Dearborn devait attaquer Kingston en passant par le fleuve Saint-Laurent et le général Stephen Van Rensselaer devait prendre Queenston. Ces attaques, combinées avec un quatrième assaut sur Montréal au Bas-Canada, avaient pour but de mettre les colonies britanniques à genoux et d'amener une paix rapide.
Cependant, ces trois attaques visant le Haut-Canada échouèrent toutes. Hull fut assiégé dans Détroit et, craignant de subir un massacre de la part des amérindiens alliés aux britanniques, livra la ville et son armée. Dearborn et son armée stationnaient d'une manière assez passive à Albany, ne montrant pas d'empressement à livrer bataille (Dearborn fut d'ailleurs remplacé en 1813, après un bilan bien mince). Pendant ce temps-là, Van Rensselaer subissait une énorme pression afin qu'il lance sa part de l'invasion. Cette pression vint aussi bien de ses hommes, impatients d'en découdre, que de la part des civils américains irrités par la reddition de Hull à Détroit.
Même s'il avait le grade de major-général dans la milice de l'État de New York, Van Rensselaer n'avait jusqu'à présent jamais commandé d'hommes au combat. En fait, il était considéré comme étant le candidat du parti fédéraliste au poste de gouverneur de l'État de New York. Probablement dans le but d'écarter Van Rensselaer, le gouverneur d'alors, Daniel Tompkins, le nomma à ce commandement. Ce dernier fut effectif le 13 juillet 1812. Stephen Van Rensellaer s'assura alors d'avoir à ses côtés un aide de camp d'expérience et, dans ce but, nomma à ce poste son cousin au deuxième degré, le colonel Solomon Van Rensselaer (en).

### Querelles internes américaines
Malgré la défection de Hull et l'inactivité de Dearborn, la situation semblait avantageuse pour Van Rensselaer. Alors qu'il ne pouvait compter que sur 691 hommes sans solde en date du 1er septembre, l'arrivée de renforts vint bientôt augmenter considérablement ses effectifs. Outre une troupe d'environ six mille soldats, volontaires et miliciens, Van Rensselaer reçut sous son commandement les 1 700 soldats du général Alexander Smyth. Cependant, Smyth, officier de carrière, refusa fermement d'obéir aux ordres de Van Rensselaer ou de répondre à ses injonctions. Dès que ses forces atteignirent la frontière, Smyth prit sur lui de les déployer près de Buffalo au lieu de Lewiston avec le gros des troupes. De plus, il ne fit aucun rapport à Van Rensselaer dès son arrivée, prétextant d'être « trop occupé ».
Van Rensselaer établit un plan qui prévoyait que le gros des troupes devait traverser la rivière Niagara et prendre les hauteurs près de Queenston, alors que Smyth devait attaquer le fort George à revers. Cependant, Smyth n'envoya aucune réponse au plan de Van Rensselaer. Bien qu'il lui fut intimé l'ordre de se joindre à une réunion stratégique afin de préparer l'attaque, Smyth ne répondit pas, pas plus qu'il ne le fit à une lettre qui lui fut envoyé peu après. Van Rensselaer, un politicien assez amène, pressé de lancer l'assaut, préféra procéder sans Smyth plutôt que de traduire ce dernier devant une cour martiale et d'avoir probablement à reporter l'attaque.
Le 10 octobre, Van Rensselaer envoya des ordres à Smyth pour qu'il fasse marcher ses troupes en direction de Lewiston en préparation de l'attaque. L'attaque était prévue pour le dimanche 11 octobre à 3 heures du matin et Smyth se mit finalement en route après avoir reçu la lettre. Cependant, il choisit un mauvais itinéraire pour Lewiston, par un temps exécrable, et sur une route tellement mauvaise que les chariots abandonnés sur place restaient littéralement collés à la route. À 10 heures le matin du 11 octobre, Smyth reçut des ordres lui annonçant que l'attaque était repoussée. Au lieu de poursuivre son chemin en direction de Lewiston, Smyth décida de retourner à son camp à Black Rock et envoya une lettre à Van Rensselaer dans laquelle il indiquait que ses troupes seraient prêtes à se remettre en marche le 14 octobre, un jour après la date à laquelle l'attaque avait été de nouveau planifiée.
Le 11 octobre, l'attaque avait dû être repoussée à cause d'une défection au sein de l'armée de Van Rensselaer. Au cours des derniers jours, le colonel Van Rensselaer put traverser la rivière et aller sur la rive britannique, se faisant alors une bonne idée du terrain. Bien que le colonel Van Rensselaer fut ensuite alité avec une forte fièvre, le général Van Rensselaer maintint la date du 11 octobre. Cependant, à la suite des préparatifs américains tôt dans la matinée, l'un des chefs de bateau, un certain lieutenant Sims, prit son embarcation et déserta, emportant avec lui la majeure partie des rames. Afin de pallier ce manque de rames, l'attaque dut être repoussée. La nouvelle date choisie fut le 13 octobre.

### Préparation britannique
Isaac Brock était le lieutenant-gouverneur du Haut-Canada et le commandant en chef des forces de la province. C'était un commandant porté sur l'offensive et sa capture de Détroit lui apporta la gloire, la réputation de « sauveur du Haut-Canada » et un titre de chevalier (qui ne lui parvint qu'après sa mort). Cependant, son supérieur à Québec, George Prévost, était d'une nature plus prudente et les deux hommes entrèrent en conflit à propos de la stratégie à adopter.
Il était de nouveau dans l'intention de Brock d'attaquer les États-Unis, de franchir la rivière Niagara, de battre Van Rensselaer et Smyth avant qu'ils n'aient pu recevoir quelque renfort que ce soit et d'occuper l'État de New York. Prevost mit son véto, ordonnant à Brock de se comporter de manière plus défensive (Prevost savait que le gouvernement britannique avait annulé plusieurs mesures visant les navires marchands américains, abrogeant de par le fait une partie du litige qui avait amené les deux belligérants à la guerre. Il pouvait alors penser que les négociations de paix pourraient aboutir et qu'une attaque, comme celle envisagée par Brock, serait de nature à contrarier ces négociations). L'un des objectifs de Brock était de faciliter le siège de Fort Wayne sur la rivière Maumee, qui se solda finalement par une défaite pour les amérindiens.
Ce qui irrita tout particulièrement Brock fut l'armistice conclu le 20 août par le major-général Roger Sheaffe, sous les ordres de Prevost, avec le colonel Van Rensselaer. Les termes de cet armistice prévoyaient la libre circulation sur la rivière pour les deux parties, ce que Brock voyait uniquement comme une possibilité pour les forces américaines de Van Rensselaer de se regrouper et de s'approvisionner sans qu'il n'y ait aucun moyen pour lui d'agir. L'armistice prit fin le 8 septembre, à un moment où l'armée de Van Rensselaer était approvisionnée comme elle ne l'avait jamais été auparavant.
Le 12 octobre, soit un jour avant la bataille, le major Thomas Evans, sous les ordres de Brock, franchit la rivière Niagara avec un drapeau blanc afin de demander un échange immédiat de prisonniers, portant sur ceux qui avaient été pris par les Américains lors d'un raid mené sur deux bateaux britanniques près du fort Érié quelques jours plus tôt. Evans voulut rencontrer Solomon Van Rensselaer, mais il reçut pour réponse que ce dernier était souffrant. À la place, Evans rencontra un homme qui se présenta comme étant Toock, le secrétaire du général Van Rensselaer. Toock, probablement le major John Lovett sous une fausse identité, lui rétorqua qu'aucun échange de prisonniers n'était possible avant après-demain. Evans fut frappé par cette phrase, plusieurs fois répétée, et put également noter que plusieurs bateaux sur le rivage avaient été camouflés sous des branchages. Il en conclut qu'une invasion était imminente et qu'elle se produirait le lendemain, soit le 13 octobre. Lorsqu'il rapporta ces faits lors d'une réunion des officiers, il ne rencontra que rires et moqueries. Cependant, Brock prit Evans à part et, après un entretien entre les deux hommes, fut convaincu de la possibilité d'une attaque américaine.

## Bataille

### Premier débarquement américain

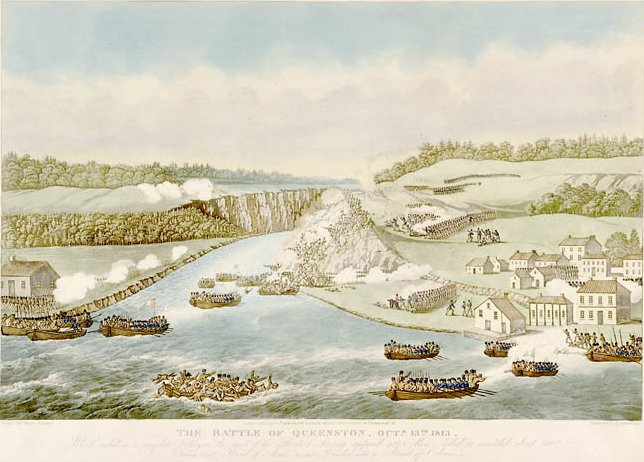
La bataille de Queenston Heights par James B. Dennis dépeint l'échec du débarquement américain du 13 octobre 1812-.

Le 13 octobre, Brock était au fort George avec Sheaffe et le gros de son armée. Il y avait d'autres détachements britanniques à Queenston, Chippawa et fort Érié.
Le village de Queenston Heights se situe à l'embouchure de la rivière Niagara. Cette dernière possède un courant fort et fait 183 mètres de large. Immédiatement au sud du village, le sol s'élève à 100 mètres jusqu'aux hauteurs de Queenston (Queenston Heights). Lewiston se trouvait de l'autre côté de la rivière, dont le sol s'élevait également vers le sud, en direction des hauteurs de Lewiston (Lewiston Heights). En temps de paix, il y avait un service régulier entre Queenston et Lewiston.
Le détachement britannique basé à Queenston était composé d'une compagnie de grenadiers du Royal Berkshire Regiment sous le commandement du capitaine James Dennis (l'ancienne compagnie de Brock), d'une compagnie légère du même régiment sous les ordres du capitaine John Williams, d'une compagnie de la seconde milice de York (maintenant Toronto) et d'un détachement du Welch Regiment muni d'un canon léger en bronze (Grasshopper cannon). Un canon de 18 livres était posté à mi-chemin des hauteurs de Queenston, et un autre de 24 livres ainsi qu'une caronade étaient placés sur plateforme à Vrooman's Point, à 1 500 mètres au nord du village. La milice locale, composée de compagnies du 5th Lincoln Regiment, n'était pas en service mais pouvaient être regroupée en peu de temps.
Les forces américaines étaient composées des 6e, 13e et 23e régiments d'infanterie, auxquels étaient ajoutés des éléments d'artillerie. Il y avait aussi cinq régiments de la milice de New-York et un bataillon de fusiliers volontaires. Du fait que l'armée américaine avait vu ses effectifs augmenter très rapidement, la plupart des forces présentes à Lewiston étaient composées de recrues récentes, et Van Rensselaer considérait que l'entraînement et la discipline des miliciens étaient supérieurs à ceux des soldats réguliers. Les Américains disposaient de douze bateaux qui pouvaient chacun transporter 30 hommes, et de deux larges bateaux pouvant transporter 80 hommes et disposant de plateformes sur lesquelles pouvaient être transportés des canons ou des chariots.
Une dispute de dernière minute amena à la séparation des commandements des forces participant à la première tentative de débarquement. Le colonel Solomon Van Rensselaer prit le commandement du contingent de la milice et le lieutenant-colonel John Chrystie celui des soldats réguliers.
Les Américains commencèrent la traversée le 13 octobre à 3 heures du matin. Dix minutes plus tard, dix bateaux du colonel Van Rensselaer commencèrent à débarquer leurs forces près du village. Une sentinelle les aperçut et, plutôt que de tirer afin de donner l'alarme et de prévenir les Américains qu'ils avaient été repérés, courut vers le quartier général de Dennis. Quelques minutes plus tard, les troupes de Dennis ouvrirent le feu sur les Américains alors que ces derniers étaient toujours en train de débarquer. Le colonel Van Rensselaer fut touché d'une balle dès qu'il sortit de son bateau. Alors qu'il tentait de regrouper ses troupes, il fut rapidement touché cinq fois de plus. Il survécut à ses blessures mais quitta l'affrontement, affaibli par la perte de sang consécutive à ses multiples blessures. Le capitaine John E. Wool du 13e régiment d'infanterie reprit alors le commandement et se battit pour maintenir le point d'ancrage américain à Queenston.
Au même moment, les canons britanniques ouvrirent le feu en direction de l'endroit d'où partaient les tentatives de débarquement américaines à Lewiston, et les canons américains (deux de 18 livres sur les hauteurs de Lewiston et deux de 6 livres près de la berge) répondirent en visant le village de Queenston. Les troupes de Dennis se replièrent à l'intérieur du village mais maintenaient leur feu sur les troupes de débarquement, à l'abri des maisons de Queenston.
Au fur et à mesure que le jour approchait, les canons britanniques gagnèrent en précision. Une calamité de plus s'abattit sur les Américains lorsque la panique gagna les troupes à bord de trois de leurs bateaux, dont les deux plus larges (à bord d'un desquels se trouvait le lieutenant-colonel Christie), dès qu'ils subirent le feu des canons. Le pilote du bateau de Christie vira de bord pour retourner à terre, en dépit des efforts de Christie afin de le retenir. Ce fait généra plus tard une controverse lorsque le capitaine Lawrence, commandant le bateau suivant, soutint que Christie lui avait ordonné de battre en retraite, amenant à des accusations de couardise.
La majeure partie de la seconde vague d'assaut, commandée par le lieutenant-colonel John Fenwick, fut soit prise sous le feu des canons britanniques soit dériva vers l'aval, et fut forcée de débarquer dans un renfoncement où les troupes britanniques les encerclèrent rapidement, amenant les survivants  à se rendre.

### Mort d'Isaac Brock
Au fort George, Brock fut réveillé par le bruit de l'artillerie de Queenston. Comme il pouvait s'agir d'une diversion, il n'envoya que quelques détachements vers Queenston mais en prit la tête. Il traversa le village à l'aube et voulut se poster à mi-chemin des hauteurs pour avoir une vision d'ensemble de la bataille.
Au même moment le capitaine américain Wool, constatant que les canons britanniques postés à l'endroit où voulait aller Brock causaient beaucoup de dommages aux bateaux américains et que peu de troupes protégeaient ce point fort, suggéra au colonel Van Rensselaer d'attaquer en suivant une route de pêcheurs dont il avait entendu parler par des locaux. Van Rensselaer, sur le point d'être évacué à cause de ses blessures, approuva et Wool réussit, après avoir suivi la rive, à gagner le sommet des hauteurs de Queenston. Ils attaquèrent juste au moment où Brock arrivait. Les petits effectifs de Brock ainsi que les artilleurs furent forcés de se replier en direction du village, ayant juste le temps d'enclouer les canons. Brock envoya un message au major-général Sheaffe au fort George, lui demandant d'amener toutes les troupes qu'il pourra à Queenston. Brock prit alors la décision de ne pas attendre les renforts et de reprendre immédiatement la position.

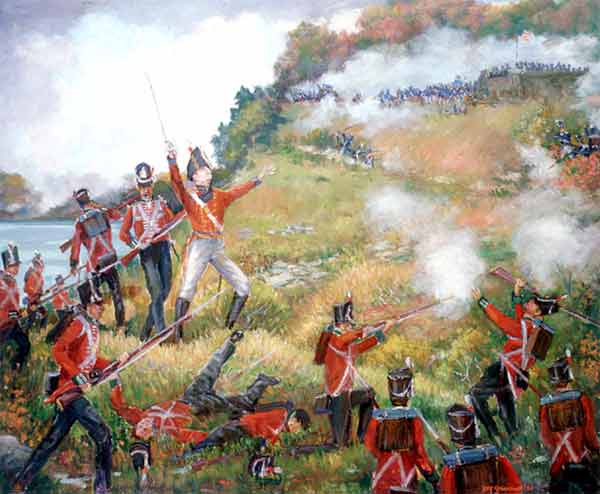
Le général Isaac Brock menant la charge.

La première charge de Brock fut conduite avec les deux compagnies des capitaines Dennis et Williams, ainsi qu'avec deux compagnies de la milice. Il réussirent presque à déloger Wool et ses hommes mais une contre-attaque rapide repoussa Brock. Ce dernier, après avoir été blessé à la main durant la première charge, ordonna à son aide de « pousser les volontaires de York ». Il mena alors un second assaut sur Wool. Son uniforme rouge avec les épaulettes dorées, ainsi qu'une écharpe criarde donnée par le chef Tecumseh, sa haute taille et ses gestes énergiques, faisaient de lui une cible visible qui ne fut pas manquée par un tireur d'élite américain. L'aide de Brock, le lieutenant-colonel Macdonell, mena alors une autre charge en dépit de son inexpérience militaire, étant à l'origine avocat de profession. Wool venait juste de recevoir des renforts et Macdonell se retrouva alors en désavantage numérique. Son attaque échoua, Macdonell fut tué, le capitaine Williams sévèrement blessé et le capitaine Dennis légèrement touché. Transportant les corps de Brock et Macdonell, les troupes britanniques se retirèrent, traversant le village de Queenston vers Durnham's Farm, un kilomètre et demi plus loin.
La légende veut que les derniers mots prononcés par Brock soient « Push on, brave York Volunteers! » (« Avancez, braves volontaires de York »), mais cela paraît peu probable, sachant que Brock ne se trouvait pas avec eux lorsqu'il tomba. À en croire l'historien J. Mackay Hitsman, cette phrase, prononcée plus tôt alors que la milice venait juste d'arriver à Queenston, fut déplacée dans le temps par la légende.

### Attaque de Roger Sheaffe
À 10 heures du matin, les Américains n'avaient plus que le canon de 24 livres de Vrooman's Point comme opposition, celui-ci tirant à longue distance sur les bateaux traversant la rivière. Ils réussirent à transférer d'une rive à l'autre plusieurs centaines de troupes fraîches ainsi qu'un canon de 6 livres. De plus, ils parvinrent à rendre opérationnel le canon de 18 livres, précédemment encloué par les britanniques avant leur retraite, et l'utilisèrent pour tirer en direction du village, malgré le fait que ce canon ait une portée limitée hors de la rivière. Le colonel Chrystie fit une brève charge à la tête de ses troupes sur la rive canadienne mais revint rapidement pour récupérer des renforts ainsi que des outils de retranchement. À midi, le général Van Rensselaer traversa à son tour. Lui et Chrystie ordonnèrent la fortification de leur position sur les hauteurs de Queenston avant de revenir sur la rive américaine.
Le colonel Winfield Scott (qui devint par la suite l'un des généraux les plus estimés de l'histoire américaine) prit le commandement des soldats présents sur les hauteurs de Queenston et le brigadier-général William Wadsworth, qui avait abandonné ses droits au commandement, prit la milice sous ses ordres. Il n'y avait que peu d'unités complètes, seulement une collection de détachements désorganisés, quelques-uns n'ayant pas leurs officiers. Pareillement, certains officiers avaient franchi la rivière sans leurs unités. Un peu plus d'un millier des hommes du général Van Rensselaer avaient traversé la rivière Niagara et la milice, qui ignorait la mort de Brock  ainsi que la mise sous silence des canons britanniques, refusa d'effectuer la traversée dans les quelques bateaux encore disponibles.
Au même moment, les renforts britanniques commençaient à arriver depuis fort George. Un détachement de l'artillerie royale avec deux canons de 6 livres sous les ordres du capitaine Holcroft se dirigea vers le village de Queenston, avec l'appui d'une compagnie du 41e régiment sous le commandement du capitaine Derenzy. Le capitaine de la milice Archibald Hamilton les guida vers une position de tir dans la cour intérieure de sa propre maison. Lorsqu'ils ouvrirent le feu à 13 heures, il devint de nouveau dangereux et hasardeux pour les bateaux américains d'effectuer la traversée de la rivière.
Parallèlement, les Mohawks des capitaines John Norton et John Brant grimpèrent en direction du sommet des hauteurs et fondirent de manière soudaine sur les avant-postes de Scott. Il n'y eut aucune perte américaine et les Mohawks furent repoussés vers les bois. Cependant, les esprits américains furent ébranlés par la peur que leur inspiraient les amérindiens. Les cris de guerre avaient pu d'ailleurs être entendus jusqu'à Lewiston, ce qui fit que le général Van Rensselaer fut alors définitivement dans l'incapacité de convaincre la milice de traverser la rivière. Il supplia alors les bateliers locaux de faire traverser les bateaux afin de récupérer ses soldats étant sur la rive canadienne mais ceux-ci refusèrent.
Le major-général Roger Sheaffe (en) arriva à Queenston à 14 heures et prit le commandement des troupes britanniques. Il ordonna alors à des renforts de le rejoindre et, lorsque ce fut chose faite, il fit faire à ses troupes un détour de cinq kilomètres vers les hauteurs, afin d'être hors de portée de l'artillerie américaine. Puis, il fut rejoint par une autre colonne de renforts en provenance de Chippawa, ce qui fit qu'il disposait finalement de huit cents hommes. En plus des survivants des troupes de Brock après l'attaque matinale, il disposait de cinq compagnies du 41e régiment et de sept de la milice (dont l'unité Runchey's Company of Coloured Men, composée uniquement de noirs) ainsi que de deux canons de 3 livres.
Sheaffe prit son temps pour organiser ses troupes, les préparer à la bataille et lança l'assaut à 4 heures de l'après-midi, soit treize heures après l'assaut de Van Rensselaer. La milice américaine, entendant les cris de guerre des Mohawks et se croyant condamnée, se retira en masse et sans ordres, laissant le colonel Scott avec seulement trois cents hommes pour défendre sa position. Scott essaya alors de couvrir la retraite américaine contre la supériorité numérique de Sheaffe mais, sans aucun bateau n'arrivant pour évacuer les troupes ainsi qu'à cause de la fureur des Mohawks après la mort de deux de leurs chefs, il craignit un massacre et se rendit aux britanniques. Malgré cela, les amérindiens continuèrent à tirer depuis les hauteurs pendant plusieurs minutes sur les Américains présents sur la rive. Lorsque la reddition fut effective, Scott fut choqué de voir environ cinq cents miliciens américains, qui se cachaient aux alentours des hauteurs, sortir et se rendre à leur tour.

## Conséquences
Des 6 000 hommes du général Van Rensselaer, 100 furent tués, 300 blessés et 925 faits prisonniers dont le brigadier-général Wadsworth, le colonel Scott, quatre lieutenants-colonels et 67 autres officiers. Les britanniques capturèrent également un canon de 6 livres et les couleurs de la milice américaine. Les britanniques eurent quant à eux, sur leurs 1 300 soldats, 14 tués et 77 blessés dont James Secord, le mari de Laura Secord.
Le général Van Rensselaer, après le triste échec de son attaque, démissionna immédiatement et fut remplacé au poste d'officier supérieur par Alexander Smyth, l'officier dont l'insolence avait sérieusement compromis la tentative d'invasion. Smyth avait toujours ses soldats réguliers à Buffalo mais refusa d'attaquer avant qu'il n'ait en tout 3 000 hommes sous ses ordres. Il tenta alors à deux reprises de traverser la rivière près de fort Érié et s'attira finalement les foudres de ses hommes. À cause de la critique générale après son refus d'attaquer immédiatement ainsi qu'à cause des rumeurs de mutinerie, Smyth s'enfuit chez lui en Virginie plutôt que de rester à son poste.
À Albany, la défaite de Van Ressenlaer eut pour seule conséquence d'augmenter la réticence d'Henry Dearborn. Avec déjà deux armées défaites, Dearborn voulait en effet ne pas mener ses troupes dans un troisième échec. Sans enthousiasme, Il fit avancer ses troupes jusqu'à Odelltown au Québec, où sa milice refusa de continuer plus loin. Par conséquent, l'armée de Van Rensselaer fut la seule à mener un assaut significatif dans le secteur du Haut-Canada en 1812.
La question de savoir qui était à blâmer pour cette défaite ne fut jamais résolue. La popularité de Stephen Van Rensselaer resta suffisamment grande pour qu'il tente de déloger (sans succès) Daniel Tompkins du poste de gouverneur de l'État de New-York, et que plus tard il siège à la chambre des représentants des États-Unis. Le général John Armstrong, Jr., le secrétaire à la guerre pendant la majeure partie du conflit, épingla le général Van Rensselaer dans ses Notices of the War of 1812. Ceci provoqua une réponse indignée de la part de Solomon Van Rensselaer, qui compara Armstrong à Benedict Arnold et jeta le discrédit de manière égale sur le lieutenant-colonel Chrystie, qu'il accusa de couardise et dont il dit que « son échec peut être en grande partie la raison de tous nos désastres. »
La perte du général Brock eut néanmoins un impact majeur sur les britanniques. Brock avait en effet inspiré ses troupes, la milice et les civils par sa confiance et son engagement. Sheaffe, son successeur, fut élevé à la dignité de baronnet pour son implication dans la victoire mais ne put bénéficier du même respect. Même si sa retraite l'année suivante face à une force numériquement supérieure à la bataille d'York était correcte sur le plan militaire, ceci fut perçu comme un abandon par la milice locale, l'assemblée et la population. Il fut alors relevé de ses fonctions au Haut-Canada.